# Улу-Єлга
Улу́-Єлга́ (рос. Улу-Елга, башк. Олойылға) — присілок у складі Аскінського району Башкортостану, Росія. Входить до складу Кшлау-Єлгинської сільської ради.
Населення — 136 осіб (2010; 195 у 2002).
Національний склад:
- башкири — 91 %

Стара назва — Улуєлга.